# Du gamla, du fria
"Du gamla, du fria" (literalment Tu vell, tu lliure, fent referència al Nord) és l'himne nacional de Suècia. La lletra de les primeres dues estrofes va ser escrita per Richard Dybeck el 1844, i les últimes dues per Louise Ahlén el 1910.
Contràriament a molts països, l'himne de Suècia no té estatus oficial. El seu caràcter d'himne nacional es deu únicament a la tradició. La Constitució sueca no fa cap menció a l'himne, però s'utilitza als esdeveniments esportius internacionals. La cançó va començar a ser utilitzada com himne nacional a partir de la dècada del 1890, a festes de caràcter patriòtic. En aquest temps, el nacionalisme suec va arribar el seu punt màxim i era una ideologia políticament correcta.
Només se n'acostumen a cantar la primera o les dues primeres estrofes.